# Retrato robot

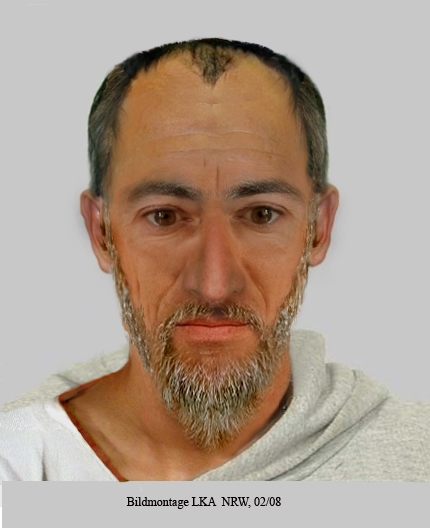
Retrato robot de Pablo de Tarso elaborado por la Landeskriminalamt alemana, a partir de descripciones en fuentes históricas.

Un retrato robot o retrato hablado, también conocido como identikit, es una reconstrucción plástica de una persona de la que se carece de imágenes fidedignas. El retrato robot se realiza a través de la descripción de alguien que la conoce. Se utiliza habitualmente para investigaciones policiales, con el fin de poder identificar a delincuentes o a personas desaparecidas.

## Uso policial
Este recurso se comenzó a utilizar en la década de 1950. En 1951, el dibujante Al Valanis ayudó a elaborar un retrato que permitió el arresto del delincuente Red Smith. Para este primer retrato robot dispuso de 28 tipos de nariz, 18 tipos de orejas, dos decenas de bocas y una docena de frentes.
En Francia, fue determinante el esclarecimiento del asesinato de Eugénie Bertrand, resuelto por el comisario Chabot de la policía judicial de Lyon, quien recortó rasgos faciales y los dispuso en tres bandas pegadas sobre regletas deslizables.
La policía se empezó a valer de retratistas expertos que dibujaban los rasgos de estas personas a partir de testimonios orales, llamados retratos hablados. Posteriormente la Smith & Wesson, la mayor empresa de armas de fuego de los Estados Unidos elaboró su sistema consistente en una serie de casi dos mil hojas de triacetato de celulosa que se proyectaban sobre una pizarra luminosa. Se disponía de un repertorio exhaustivo de cada rasgo facial (nariz, ojos, labios, mentón, frente, cabellos, ojos) y de posibles elementos complementarios (gafas, barba, bigotes, cicatrices) que se sobreponían en una hoja hasta la reconstrucción aproximada del rostro de la persona que se deseaba identificar. Actualmente existen programas informáticos que facilitan esta labor.